# Poludzie
Poludzie (strus. полюдье, gr. πολύδια) - rodzaj podporządkowania zależnych plemion od dominującego ośrodka, polegający na corocznym objeździe okrężnym władcy ruskiego wraz z drużyną przez terytoria najdalej od centrum położonych plemion. Na plemionach podporządkowanych ciążył obowiązek świadczenia stacji, utrzymania drużyny książęcej i wnoszenia opłat naturalnych lub pieniężnych. Zwyczaj ten, przejęty od koczowników, utrzymał się do końca XII wieku. Pod rokiem 1190 źródła ruskie po raz ostatni odnotowały, iż wielki książę Wsiewołod Juriewicz udał się na poludzie do Perejasławia Zaleskiego i Rostowa. O poludziu wspominają też źródła greckie (z połowy X w.), skandynawskie (z XIII w.) i arabskie. Cesarz bizantyjski Konstantyn VII Porfirogeneta (909-959) z wielką uwagą odnotowuje ten system uzależnienia plemion i tłumaczy poludzie jako objazd okrężny.

## Literatura
- Tadeusz Wasilewski, Poludje, w: Słownik Starożytności Słowiańskich, pod redakcją Gerarda Labudy i Zdzisława Stiebera, t. 4, cz. 1, Wrocław - Warszawa - Kraków 1970, Zakład Narodowy im. Ossolińskich, Wyd. PAN, s. 208-209.
- Krzysztof Tomasz Witczak, O dwóch plemionach prapolskich, zasiedlających Ziemię Przemyską i Chełmską – Lędzanach i Wierzbianach, „Acta Archaeologica Carpatica” R. 38, 2003, s. 157-172